# 亞齊黨
亞齊黨是印尼一個極具爭議的地區政黨。亞齊黨的前身是自由亞齊運動，一個活躍於亞齊的分離武裝組織。2004年印度洋大地震後，自由亞齊運動與印度尼西亚政府舉行和談，一年後印尼政府撤回所有軍事力量，自由亞齊運動正式解散，運動中的多名前指揮官其後組成亞齊黨，並積極參與亞齊地方議會的選舉，並且輕易取得議會的多數議席。